# 天镇县蒙难同胞纪念塔
蒙难同胞纪念塔，或称天镇县蒙难同胞纪念塔，中華人民共和國山西省天镇县文物保护单位，位于县城北1公里洋河生态公园内。1945年天镇县抗日民主政府建造了这座纪念碑以纪念1937年抗日战争日军屠城罪行中的死难百姓。据统计，有2520位平民死于屠杀，纪念碑上刻有其中1248人的姓名。

## 八八惨案
1937年（民国二十六年）9月，日军自平绥铁路西进，攻入山西。阎锡山命国民革命军第六十一军李服膺部负责天镇防务。驻守盘山阵地的400团李生润部被日军强大火力击溃，盘山阵地失守，天镇城处在危险之中。留守天镇城的399团坚守十天，孤立无援，于9月12日清晨奉李服膺命令撤退。同日，日军和蒙疆傀儡政府的军队自城墙东北攻入县城，分三队赶杀百姓。北门外，三百余名想要逃出县城的百姓被日军堵截，随后被赶入北门月城内的奶奶庙里用刺刀杀害，只有一名居民因未被刺中要害得以幸免。当日下午，这队日军又在县城东街、北街搜捕居民五百余名，赶入北门外水沟旁，用刺刀将五百人杀死。另一部日军在县城南搜捕成年男子，赶入县城南街马王庙内杀害，死尸填满了马王庙的粪坑、山药（山西方言中指马铃薯）窖和整整三个房间。另外一部日军在县城西街抓捕二百余名成年男子，赶到云金店，用高处的两挺机关枪将二百人杀死。之后，这一队日军抓捕了一百名百姓，在西门南侧用刺刀杀死。9月13日，又有五百余名居民被抓，并押至县城北街大操城晋军的战壕处。日军用机关枪扫射，五百人无一幸存。两天内有2520名和平居民被日军屠杀。一些妇女被轮奸，受害者或被杀死，或跳井、上吊自杀，事后人们发现城内西北街、东北街的二十多眼井中各有至少三具女尸。因9月12日为农历的八月初八，此次屠杀也被称为“八八惨案”。

## 立碑纪念
1945年9月（一说1946年6月1日），当时实际控制天镇县的抗日民主政府组建的丁丑“八·八”惨案委员会为纪念1937年屠城中死难同胞，在县城东门瓮圈内修建了天镇县蒙难同胞纪念塔。四块青石碑上，刻有1248位遇难居民的姓名，另有碑文记述了事情的前后缘由，吊慰逝者，勉励生者。碑文全文为：

- 东方邦匪，世界大盗的日本是败退了，我国已由弱小民族跃为世界四强之一。这是我中华民族浴血抗战的成果，在历史上写下了光荣的一页，值得我们以战胜者的姿态而骄傲。
- 我国在这次世界大战中，人员的损失和财产的消耗，究有多少，在未有精确统计前，是无法估计的。不过就我县而言，无辜同胞被屠数字就在2000人以上。据调查已知的1248人中，计西南街332名，东南街368名，东北街258名，西北街290名，内中成为绝户者即有390户，那末全国的损失数字，就可见一斑了。
- 这种深仇大恨，是我们永远不能忘记的。故建此座难胞纪念塔，以警惕后人知悉亡国的惨状，并深切注意日寇军阀们的死灰复燃，而作为天镇县的一个民族醒钟。
- 抗战胜利，和平实现，今后的中国走上民主途径，故我们应使天镇县成为全国自由、民主、团结、繁荣的模范，那时想被难的同胞们，亦含笑于地下吧！

1972年，天镇县革命委员会将纪念塔迁至县城东侧南洋河大桥东侧。1986年，天镇县人民政府考虑到纪念塔置于桥边易受污染和破坏，将塔移至城北今址内，新修了围栏、塔基。1987年9月30日（农历八月初八），新建的“侵华日军天镇大屠杀遇难同胞纪念碑”落成，当天举行了揭幕仪式和八八惨案五十周年纪念大会。新碑处在四块旧碑中心，长10米，高5米，宽0.6米，以黑色方形大理石砌成，位于八级台阶上。新碑的正面是“侵华日军天镇大屠杀遇难同胞纪念碑”，背面是“前事不忘，后事之师；以史为鉴，开创未来”十六字。 1994年7月，蒙难同胞纪念塔入选天镇县文物保护单位。